# Compaq Portable
O Compaq Portable foi o primeiro micro da série de computadores portáteis da Compaq a ser vendido com esta marca. Foi também o primeiro computador pessoal "portátil" 100% IBM PC compatível (a qual inclui os Portable Plus, Portable 286, Portable II, Portable III e Portable 386). A Compaq deriva seu nome da natureza compacta do seu Portable.

## História
Anunciado em novembro de 1982 e comercializado a partir de janeiro de 1983 ao preço de US$ 3.590, este microcomputador "transportável" (pesava cerca de 12,5 kg) foi um dos antepassados dos laptops de hoje em dia, honra que compartilha com o Osborne 1 (SO CP/M) e o Hyperion, que usava o MS-DOS mas não era inteiramente IBM PC compatível. Seu design foi influenciado pelo Xerox NoteTaker, um protótipo de computador desenvolvido pelo Xerox PARC em 1976.
As dimensões do Compaq Portable permitiam que ele fosse transportado numa maleta e encaixado sob o assento em um avião. Sua popularidade entre executivos fez com que 53.000 unidades fossem vendidas no primeiro ano de comercialização, o que estabeleceu recordes sucessivos de faturamento pelos três primeiros anos de operação da Compaq.

## Ficha técnica
| UCP           | Intel 8088 em 4,77 MHz                                                                                         |
| RAM           | 128 KiB—640 KiB (máxima)                                                                                       |
| ROM           | 40 KiB |
| Teclado       | mecânico, 83 teclas, teclado numérico reduzido                                                                 |
| Display       | monitor monocromático de 9" embutido, CGA e MDA, texto (40x25 ou 80x25) e gráfico (320x200 ou 640x200 pixels). |
| Som           | alto-falante interno                                                                                           |
| Portas        | 1 portas RS232C, 1 porta paralela, saída para monitor de vídeo externo, 5 slots ISA (8 bits)                   |
| Armazenamento | um ou dois drives de 5" 1/4, 320 KiB cada                                                                      |

### Características
O Compaq Portable possuía basicamente o mesmo hardware de um IBM PC, transplantado para um gabinete transportável, com um BIOS Compaq customizado no lugar daquele da IBM. O sistema era equipado com 128 kibibytes de memória (expansíveis para 640 KiB), dois drives de 5" 1/4, um monitor de fósforo verde de 9" embutido e uma placa de vídeo exclusiva, compatível com CGA. A placa de vídeo da Compaq estendia o padrão CGA da IBM usando caracteres de 9x14 pixels para gerar texto, em vez dos costumeiros caracteres em 8x8 pixels. Isto foi tornado possível através do uso de um monitor que podia ser alterado para exibir de 200 a 350 linhas de varredura (ideia reaproveitada posteriormente no padrão VGA). Embora esse recurso saísse mais caro do que o projeto original da IBM, permitiu que a Compaq combinasse as capacidades gráficas do CGA da IBM com o texto nítido do padrão MDA, tornando o Compaq Portable particularmente indicado para o uso de programas de planilhas que então impulsionavam as vendas de computadores. Com um monitor de vídeo externo convencional, este hardware gráfico foi usado até mesmo no computador de mesa Compaq Deskpro original.
Os esforços da Compaq para tornar sua máquina compatível com o IBM PC foram possíveis porque a IBM havia utilizado principalmente peças padronizadas em seu computador pessoal, facilmente encontráveis à venda, e pelo fato da Microsoft ter mantido o direito de licenciar o MS-DOS para outros fabricantes de computadores. A única parte que teve de ser desenvolvida foi o BIOS, o que a Compaq conseguiu através de engenharia reversa. Embora numerosas outras companhias tenham rapidamente buscado seguir o exemplo da Compaq no mercado dos clones de PC, poucas lograram atingir as marcas obtidas pela Compaq em grau de compatibilidade com o original, pelo menos até que a Phoenix Technologies e outras disponibilizassem no mercado BIOS igualmente obtidos por engenharia reversa.